# Afromorgus genieri
Afromorgus genieri är en skalbaggsart som beskrevs av Clarke H. Scholtz 1991. Afromorgus genieri ingår i släktet Afromorgus och familjen knotbaggar. Inga underarter finns listade i Catalogue of Life.